# Fascisme et religion
Le fascisme, en tant qu'ensemble d'idéologies et de régimes politiques, et la religion, en tant qu'ensemble de système de croyances et d'institutions, entretiennent des rapports très hétérogènes. Du fait de sa souplesse doctrinale et de son adaptabilité, les modalités d'acceptation ou de rejet des fascismes à l'égard des religions diffèrent selon les doctrines, les époques et les lieux.

## Rapports entre fascismes et religions

### Le fascisme comme adversaire de la religion
Du fait de leur tension totalitaire, les fascismes ont souvent eu des rapports de violence envers les religions. Le totalitarisme ne peut en effet théoriquement pas tolérer une source de dissidence en son sein. L'idéologie d’État ne pouvant être que la seule à valoir, le pouvoir fasciste est souvent tenté de mettre à bas les croyances alternatives à celle officielle. Les nazis ont donc par exemple tenté d'unifier les courants protestants allemands en une seule église allemande nationale (Reichskirche), afin d'ensuite la dissoudre.

### Le fascisme soutenu par la religion

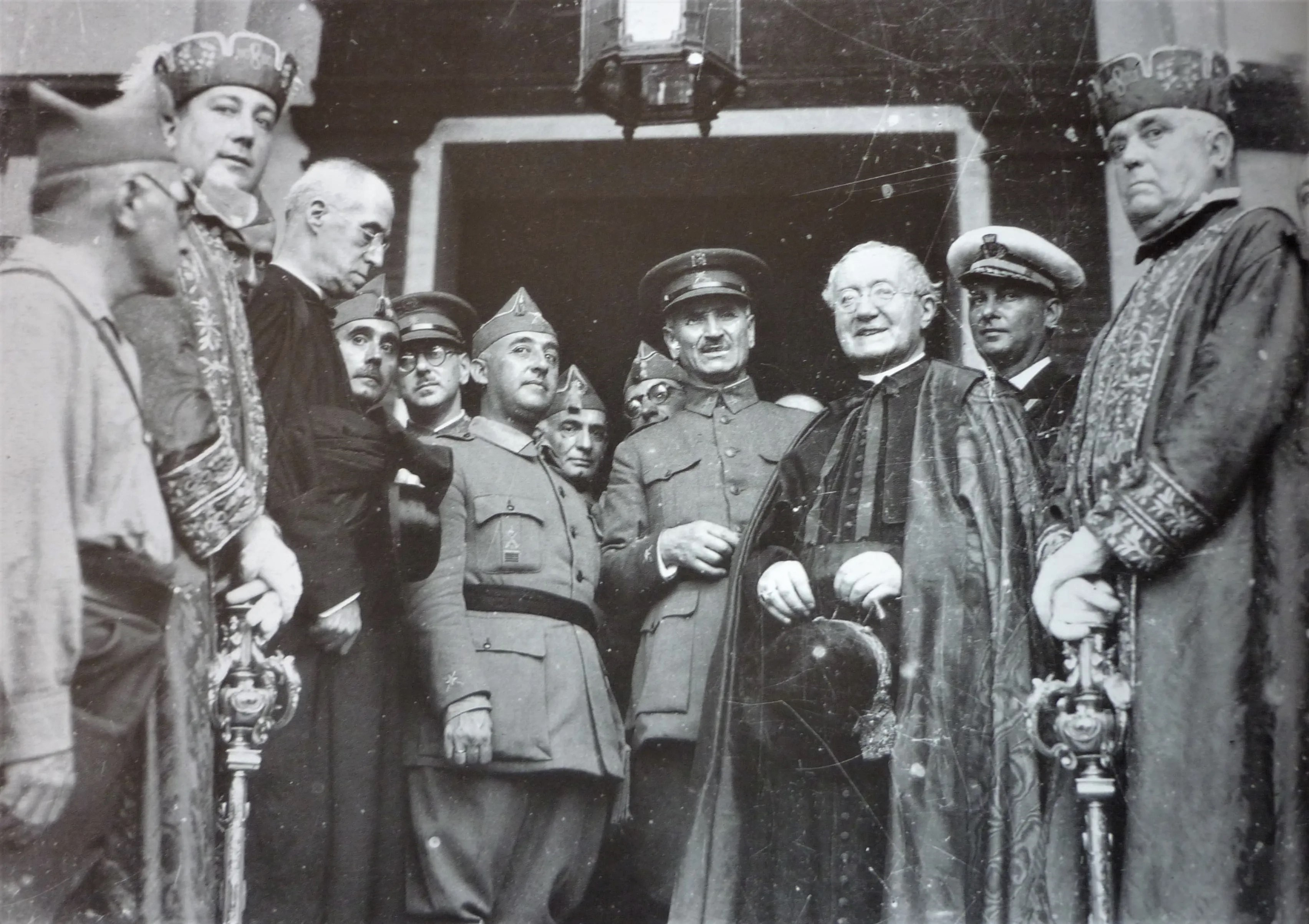
Dignitaires franquistes et dignitaires catholiques en 1937.

Le fascisme et la religion ne sont pas mutuellement exclusifs. Le franquisme s'est présenté comme « national-catholique », et les milices fascistes qui portent le général Franco au pouvoir sont catholiques. En Italie fasciste naît le courant du fascisme clérical, qui propose une synthèse du fascisme et du cléricalisme catholique ; Benito Mussolini fait du catholicisme la religion officielle de son régime. En Autriche, le chancelier Engelbert Dollfuss est également un soutien de ce fascisme clérical entre 1933 et 1934.
La Slovaquie a vu un régime fasciste être dirigé par une autorité religieuse catholique, le prêtre Jozef Tiso. En  Hongrie et en Croatie, le catholicisme est utilisé pour légitimer le chef fasciste. En Roumanie, Corneliu Codreanu mobilise le registre de la religion orthodoxe et de la sainteté pour être légitimé par sa population.

### Le fascisme comme religion
L'historien de la politique Emilio Gentile remarque que le fascisme se veut être une nouvelle religion. Les décideurs politiques fascistes se caractérisent par des relations ambiguës ou agressives à l'égard des religions institutionnalisées car ils souhaitent établir leur idéologie comme nouvelle religion totale, ce qui exclut de facto la persistance d'une autre religion. 
Les régimes fascistes sont producteurs de sacré en ce qu'ils souhaitent établir un lien sacré entre le peuple et le dirigeant, et qu'ils appellent à l'adoration d'une figure supérieure. Gentile remarque ainsi que l'Italie fasciste fit célébrer des fêtes de la nation comme des rituels, imposa le culte des héros morts et du Duce. Le fascisme serait donc une religion politique. Pierre de Senarclens remarque qu'au-delà du fascisme même, « les nationalistes, même lorsqu'ils s'affirment contre les Églises, entretiennent avec les représentations et les pratiques religieuses des liens de convergence et de mimétisme évidents ».
Raymond Aron qualifie ainsi les fascismes de « religions de substitution ». Ceux-ci prônent une sacralisation (de la nation, de la race, du combat) et érigent des cultes à ces fétiches.

## Cas particuliers

### Allemagne nazie

#### Le nazisme comme nouvelle religion
Adolf Hitler dit et écrit que le nazisme va au-delà du simple pouvoir temporel, c'est-à-dire au-delà du pouvoir politique, et a une dimension spirituelle. Il confie en 1939 à Hermann Rauschning que « celui qui ne comprend le national-socialisme que comme un mouvement politique n'en sait pas grand-chose. Le national-socialisme est plus qu'une religion : c'est la volonté de créer le surhomme ». Durant la journée du parti nazi en 1935, il soutient que « le national-socialisme est une conception du monde ».
La position du nazisme comme nouvelle religion est soutenue par nombre de cadres nazis. Heinrich Himmler, dans une circulaire interne du parti, écrit qu'« il est de toute évidence que jamais un membre du parti national-socialiste ne pourra se targuer de ne pas avoir la foi, puisque l'idéologie national-socialiste présuppose une attitude religieuse ». Le 16 octobre 1928, Joseph Goebbels assimile dans son journal le nazisme à une religion, et le parti unique à l’Église. 
Carl Gustav Jung écrit en 1939 : « Nous ne savons pas si Hitler est en train de fonder un nouvel Islam. Il est en tout cas déjà en chemin ; il est comme Mahomet. L’émotion en Allemagne est islamique, guerrière et islamique. Ils sont tous comme ivres d’un homme sauvage ». La même année, Hans Joachim Schoeps qualifie le nazisme de verkappte Religionen (religion déguisée, ou cachée). Denis de Rougemont écrit au sujet du fascisme, en 1938 : « Dernière défense du capital, récitent sans se lasser les marxistes. Hystérie collective, disent les rationalistes. Tyrannie, disent les démocrates... Autant de mots vides ou de mensonges pour les fidèles du culte allemand. Il ne s'agit ici que de religion », et remarque que l'attraction exercée par le fascisme permet de remplir la soif de croyance, c'est-à-dire de religiosité : « C'est à ce formidable appel des peuples vers un principe d'union, donc vers une religion, que les dictateurs ont su répondre ». L'historien Johann Chapoutot écrit que « dans un monde gouverné par l'absence de transcendance, [les nazis] offrent une forme de religiosité dans un monde qui se déchristianise ».

#### Le nazisme et les religions établies
Les Nazis, arrivés au pouvoir, entament des attaques plus ou moins ouvertes envers les religions organisées ou institutionnalisées, notamment le catholicisme et le protestantisme. Du fait de son adhésion aux idées pangermaniques et à la pensée völkisch, les croyants au mythe de la race aryenne étaient anti-catholiques et anti-méditerranéens.
L'élite nazie évite de soulever la question de la religion protestante et catholique trop ouvertement, notamment dans leurs premières années au pouvoir, car il sait que la question pourrait diviser les membres du parti et la population. Le rapport des élites nazies au catholicisme sont teintées d'admiration et de jalousie du fait de l'autorité que la papauté a réussi à instaurer en Europe. Himmler est remarqué pour son admiration envers les Jésuites. Du côté de l'institution catholique, jusqu'en 1932, plusieurs évêques allemands interdisent aux catholiques de rejoindre le NSDAP.
En ce qui concerne le protestantisme, des liens très forts existent entre le luthéranisme et le nazisme. Certains hauts cadres nazis étaient impliqués directement dans des églises protestantes, comme Erich Koch qui était le cofondateur de Deutsche Christen et président d'une église évangélique. Certains politistes remarquent que le luthéranisme aurait été un terreau fertile à la création de l'idéologie nazie. Martin Luther était lui-même antisémite, et certains courants luthériens de la fin du XIXe siècle étaient adeptes du racialisme.

### France de Vichy
Le régime de Vichy est fortement ancré dans les réseaux catholiques de l'extrême-droite. La révolution nationaliste anti-moderniste promue par l'Action française, très proche du régime de Vichy, promeut une défense ardente du catholicisme.
Le régime réintroduit la religion dans les écoles très tôt. Jacques Chevalier, quatrième ministre de l'Éducation nationale du régime, philosophe catholique, favorise l'instruction catholique à l'école. Il augmente les aides d’État aux écoles catholiques.
La propagande d'extrême-droite de l'entre-deux-guerres fait des juifs, des francs maçons et des protestants les représentants de l'« Anti-France ». Cela crée une peur au sein des institutions du protestantisme français d'être les prochains à être persécutés après ces deux précédents groupes. Les gouvernements de Philippe Pétain sont cependant constitués de quelques ministres protestants, comme Maurice Couve de Murville.

### Italie mussolinienne

#### Le fascisme comme religion politique
Anticlérical à l'origine, Mussolini fait du fascisme une religion dans son ouvrage séminal La Doctrine du fascisme. Le fascisme mussolinien, contrairement au fascisme nazi, ne revendique jamais un caractère messianique. L'emprise de cette nouvelle religion politique sur les masses n'est toutefois jamais totalement réalisée.
Mussolini écrit que « le fascisme est une conception religieuse, dans lequel l’homme est vu dans son rapport immanent avec une loi supérieure, avec une Volonté objective qui transcende l’individu et l’élève comme membre conscient d’une société spirituelle. Celui qui, dans la politique fasciste, s’est seulement arrêté à des considérations de pure opportunité, n’a rien compris au fascisme ».
Mussolini va cependant veiller à compter de 1922/1923 à ce que cette religion civile n'entre pas en conflit avec le catholicisme italien, dont le soutien lui est utile.

#### Rapports ambigus avec le catholicisme
Issu des rangs de l'extrême gauche, Benito Mussolini est dans sa jeunesse anticlérical. En 1919, il se pose en faveur de la svaticanizzazione, c'est-à-dire de la séparation totale de l’Église et de l’État, avec une confiscation complète du patrimoine ecclésiastique.
Constatant à son arrivée au pouvoir la force et l'attachement du sentiment religieux au catholicisme, Mussolini modifie sa doctrine et rallie l’Église catholique à son œuvre. Le règlement des escouades d'action de juillet 1922 affirme que les miliciens fascistes sont « au service de la Patrie et de Dieu ». Le 16 novembre 1922, « il déclare que toutes les religions seront respectées, mais avec une considération spéciale pour cette religion dominante qui est le catholicisme ». Il met en place en 1923 une réforme scolaire qui lève les interdictions précédemment votées au sujet de la présence du catholicisme dans les écoles : les crucifix sont réinstallés dans les salles de classe et dans les tribunaux.
De son côté, le Vatican est marqué par le vieux conflit avec les libéraux italien qui avaient détruit les États pontificaux en 1870 lors de l'unification italienne, et par la peur nouvelle de la poussée des gauches socialistes et communistes. On lit dans un rapport de septembre 1923 conservé aux archives vaticanes que « les catholiques, grâce à plusieurs dispositions adoptées par le gouvernement conformément à leurs principes [...] ont dû convenir qu’aucun Gouvernement en Italie, et peut-être dans le monde entier, n’aurait pu, en une seule année, faire autant en faveur de la religion catholique. Les Catholiques ne peuvent que penser avec horreur à ce qui pourrait se passer en Italie si le Gouvernement de Mussolini devait céder face à une éventuelle insurrection des forces subversives ; ils ont par conséquent tout intérêt à le soutenir ».
Sous cette influence, le 12 août 1924, le Parti Populaire Italien, démocrate-chrétien, qui est dans l'opposition à Mussolini, subit une scission de sa droite, qui se constitue en  mouvement pro-fasciste, le Centro Nazionale Italiano (CNI), soutenu par le gouvernement. Affaibli par la scission, le PPI n'est pas soutenu par le Vatican, qui le considère comme insuffisamment conservateur. Au contraire, « le Parti Populaire Italien, qui n’avait jamais été apprécié [...], fut  [...] abandonné à la répression fasciste sans aucune protection du Saint-Siège. [...] À partir de l’été 1924, La Civiltà Cattolica et le pape lui-même désavouèrent publiquement le Parti Populaire ». « À l’inverse, aucune voix ne s’éleva pour condamner la participation des catholiques nationaux [du CNI] au gouvernement Mussolini ».
Le pape Pie XI remercie en 1925 Mussolini de « tout ce qui depuis quelque temps se fait en faveur de la Religion et de l’Église ».
Pour autant, une certaine méfiance subsiste au Vatican, du fait du culte de l'État développé par le fascisme, et du fait des négociations difficiles qui mèneront aux accords du Latran en 1929. Le CNI pro-fasciste fut même condamné par le pape en 1928, mettant une forte pression sur le gouvernement fasciste (en rappelant que le soutien au fascisme n'était pas inconditionnel) dans le cadre de ces négociations.
Ce mélange de soutien et de pression du Vatican vis-à-vis du pouvoir fasciste fut un succès, puisque les accords du Latran firent du catholicisme la religion d’État de l'Italie.
La disparition du Parti Populaire et l'affaiblissement des catholico-fascistes du CNI furent deux évolutions encouragées par le Vatican. l’Église ne souhaitait pas de partis politiques autonomes, démocrates ou clérico-fascistes. Elle se voulait la seule interlocutrice du Régime. « Cela renforçait évidemment l’autorité ecclésiastique et recomposait les rangs de l’Action Catholique sous la direction de l’Église. Mais cela l’exposait également, sans aucun type de médiation, aux compromis et aux éventuelles défaites, en faisant retomber sur elle-même les responsabilités et les contrecoups éventuels ».
En 1937, Mussolini interdit toutes les associations de jeunesse à l'exception de l'association des jeunesses fascistes (Jeunesses italiennes du licteur) et la GIC (Jeunesse catholique italienne). 
Le clérico-fascisme des années 20, incarné par une action politique autonome du CNI fut donc progressivement remplacée par une alliance entre deux États indépendants, le gouvernement italien prenant en compte les demandes de l'Église, sans s'y soumettre intégralement. Les conservateurs catholiques participèrent au régime jusqu'en 1943, puis s'en éloignèrent avec le durcissement du régime, et devant sa chute inévitable.

### Japon impérial
Les généraux fascistes du Japon impérial mobilisent les registres du sacré et du religieux afin d'assurer l'adhésion des masses à son projet impérialiste. Le shintoïsme d'État est fait guerrier et exalte le culte impérial, ainsi que l'obéissance à la hiérarchie. La spiritualité est utilisée pour créer de l'adhésion. La spiritualité précède l'instauration du fascisme japonais et contribue à façonner un esprit nationaliste,.  